# Petruskirche (Heselbach)

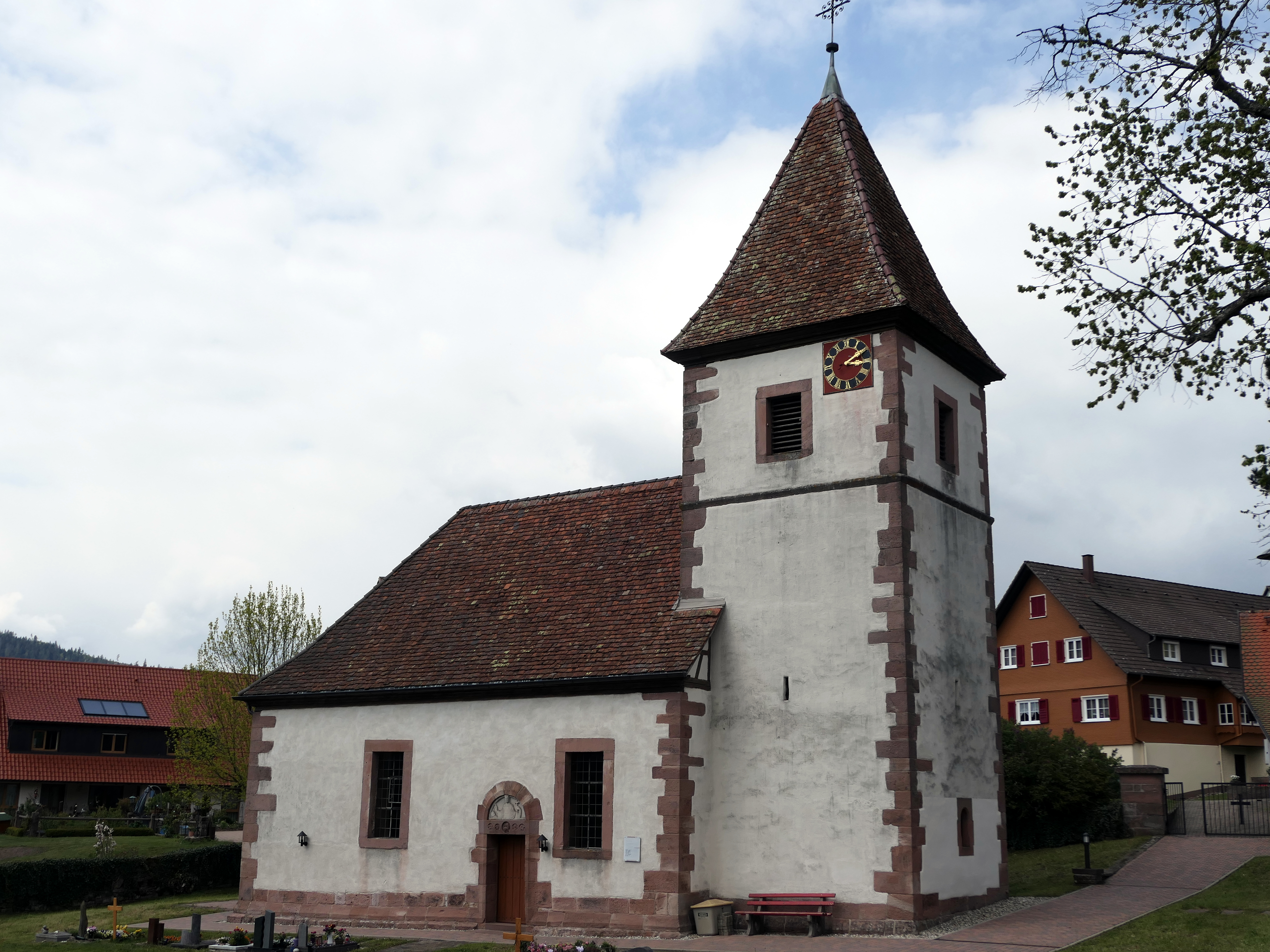
Heselbach Südost

Die Petruskirche, ein Kirchengebäude in Heselbach, einem Weiler in der Gemeinde Baiersbronn im Landkreis Freudenstadt wurde von Mönchen aus dem Kloster Reichenbach um 1170 als Kapelle errichtet. Spuren ihrer ursprünglichen romanischen Bauweise haben sich erhalten. An der Innenseite der südlichen Kirchhofmauer ist ein romanisches Steinbild des heiligen Petrus mit Schlüssel und Buch (Relief) eingemauert.

## Geschichte
Der Name des Ortes leitet sich ab aus „Bach an den Haseln“. Pfalzgraf Ludwig von Tübingen schenkte 1289 das Dorf Heselbach dem Kloster Reichenbach; fortan müssen die Heselbacher kleinere Frondienste an das Kloster leisten. Auf den Namensgeber der Kirche weist der alte Petrusstein in der Südwand hin. 
Der romanische Gründungsbau, der im Laufe der Jahrhunderte verschiedene Veränderungen erfahren hat (das Untergeschoss des Turmes und der Triumphbogen sind noch romanisch), präsentiert sich heute als gotische Anlage. Über dem Südportal befindet sich ein Tympanon aus der Gründungszeit, das den wiederkommenden Christus als König und Richter der Welt (aus weißem Buntsandstein gehauene Steinplastik) darstellt, darunter die vier Evangelistensymbole – Mensch, Löwe, Stier und Adler – und das Lamm. In der linken Ecke des Bogenfeldes befindet sich ein unkenntlich gewordener Kopf. Vom Langhaus führt der rundbogige, romanische Triumphbogen in das mit einem Tonnengewölbe gedeckte, unterste Stockwerk des Chorturms. Der Taufstein wird auf das Jahr 1450 datiert. 
1957/1958 wurde die Kirche erneuert. Das Chorfenster zeigt heute den gekreuzigten Christus. In der Heselbacher Kirche befinden sich die ältesten Glocken des Kirchenbezirkes Freudenstadt.

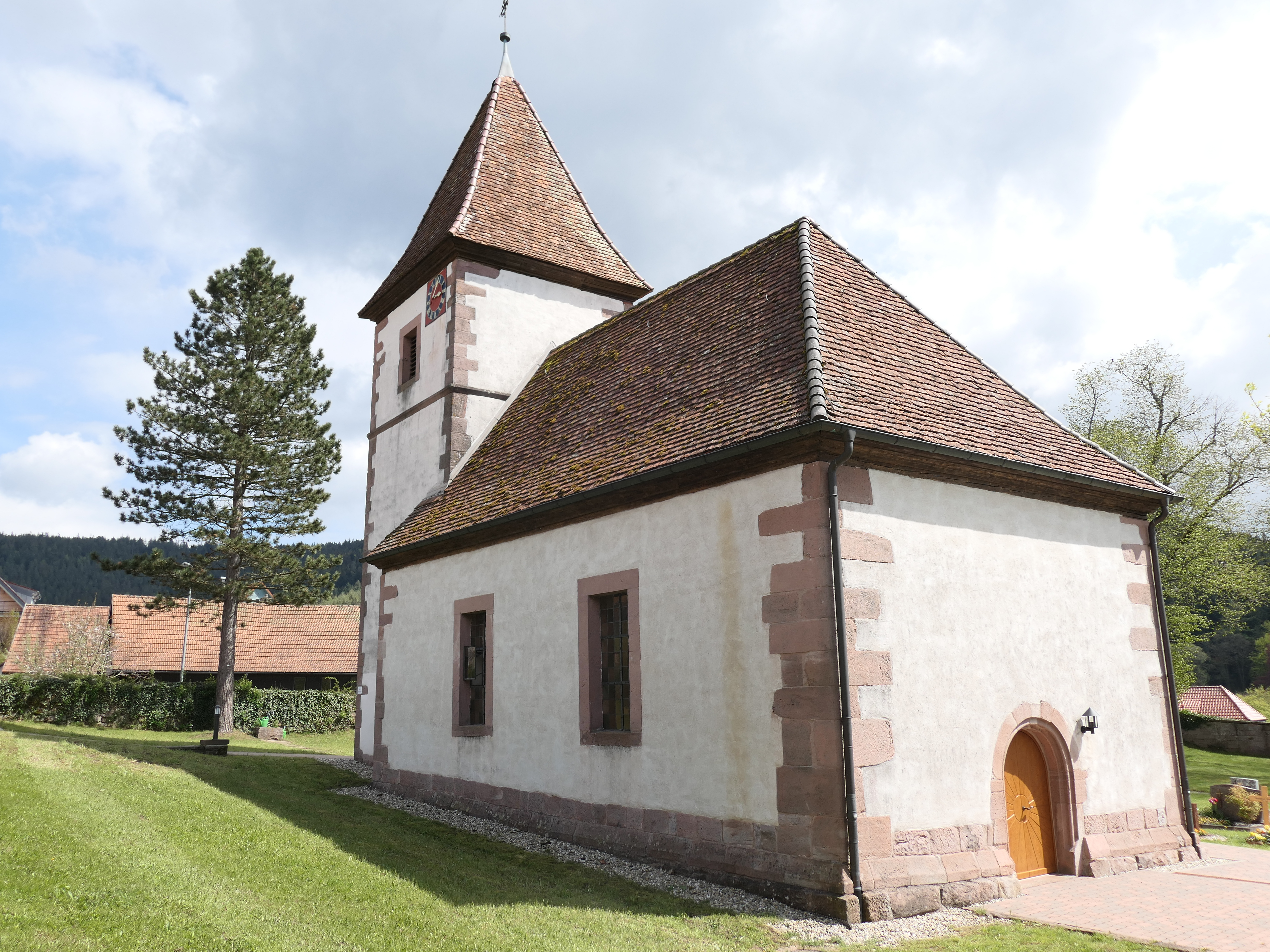
Ansicht Nordwest
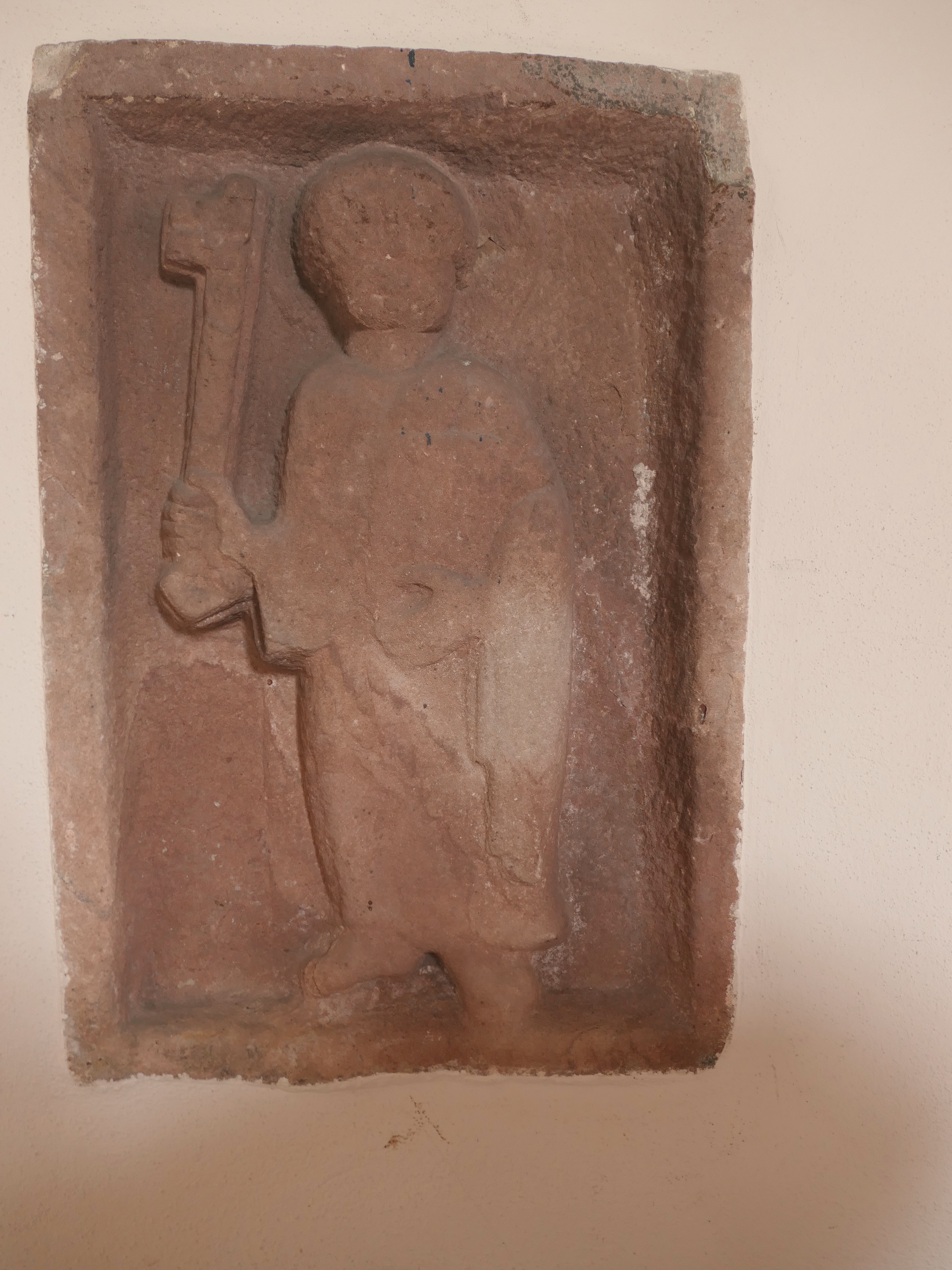
Heselbach Petrus
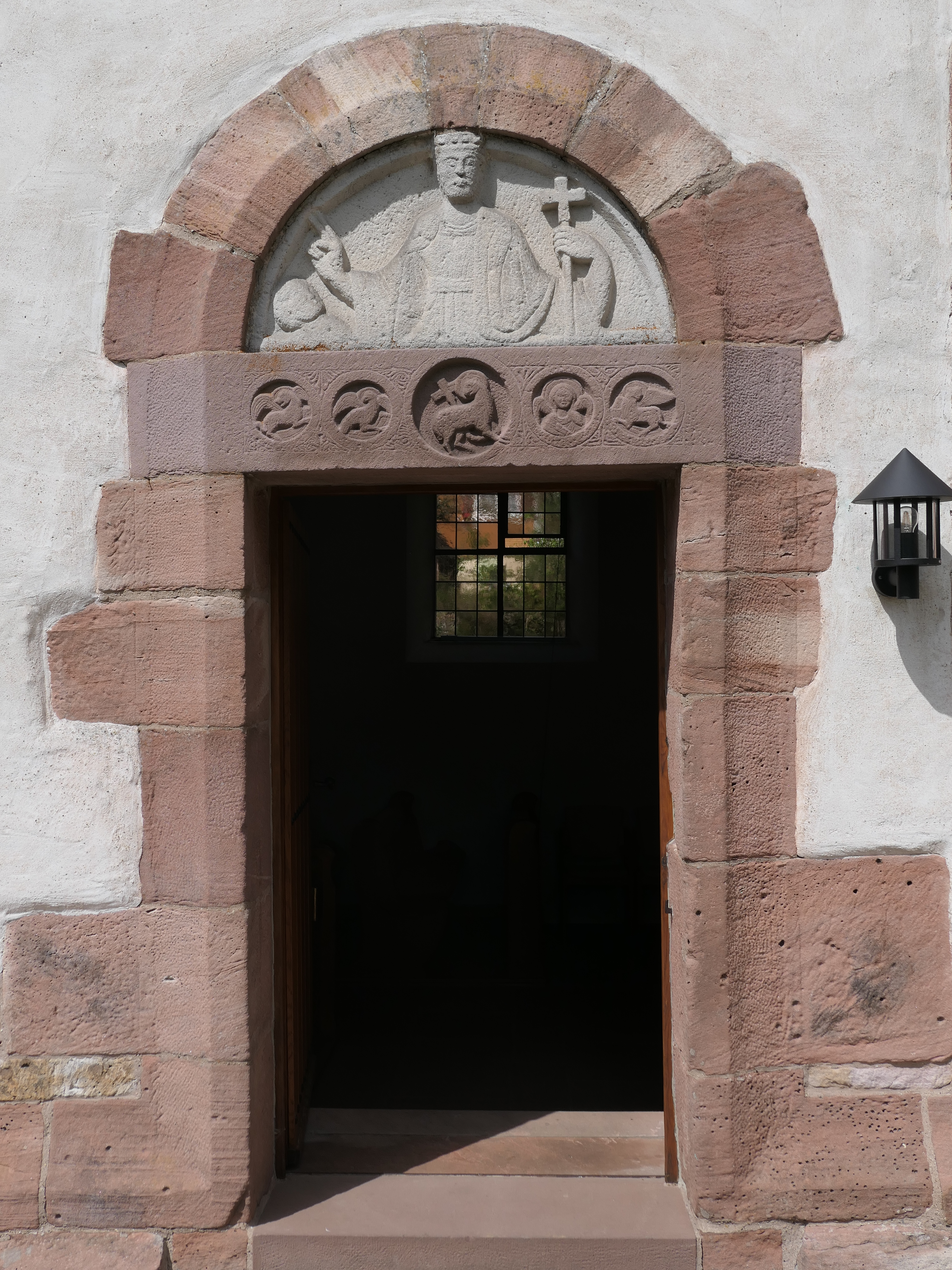
Portal Süd Tympanon
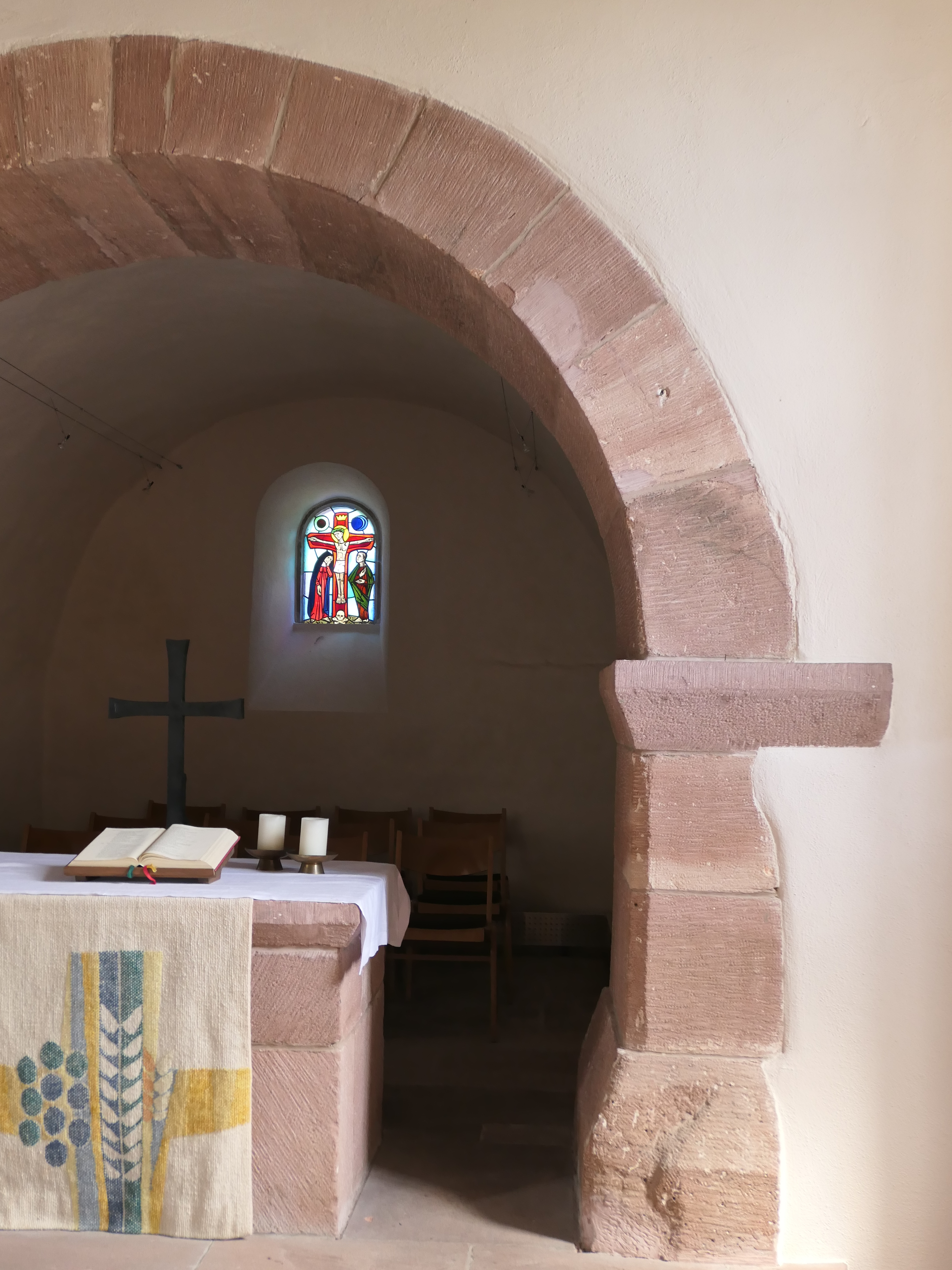
Heselbach Turm Chor